# Chiesa di Santa Maria ad Nives (Anversa degli Abruzzi)
La chiesa di Santa Maria ad Nives, da non confondere con la Chiesa di Santa Maria della Neve a Castrovalva, si trova un chilometro fuori da Anversa degli Abruzzi, nella valle del Sagittario, in provincia dell'Aquila.
Adiacentemente si trovava l'annesso monastero. Restaurata per quello che era recuperabile, si trova all'ingresso del Parco delle Gole del Sagittario, in direzione di Cocullo, lungo via Vittorio Emanuele II.

## Storia

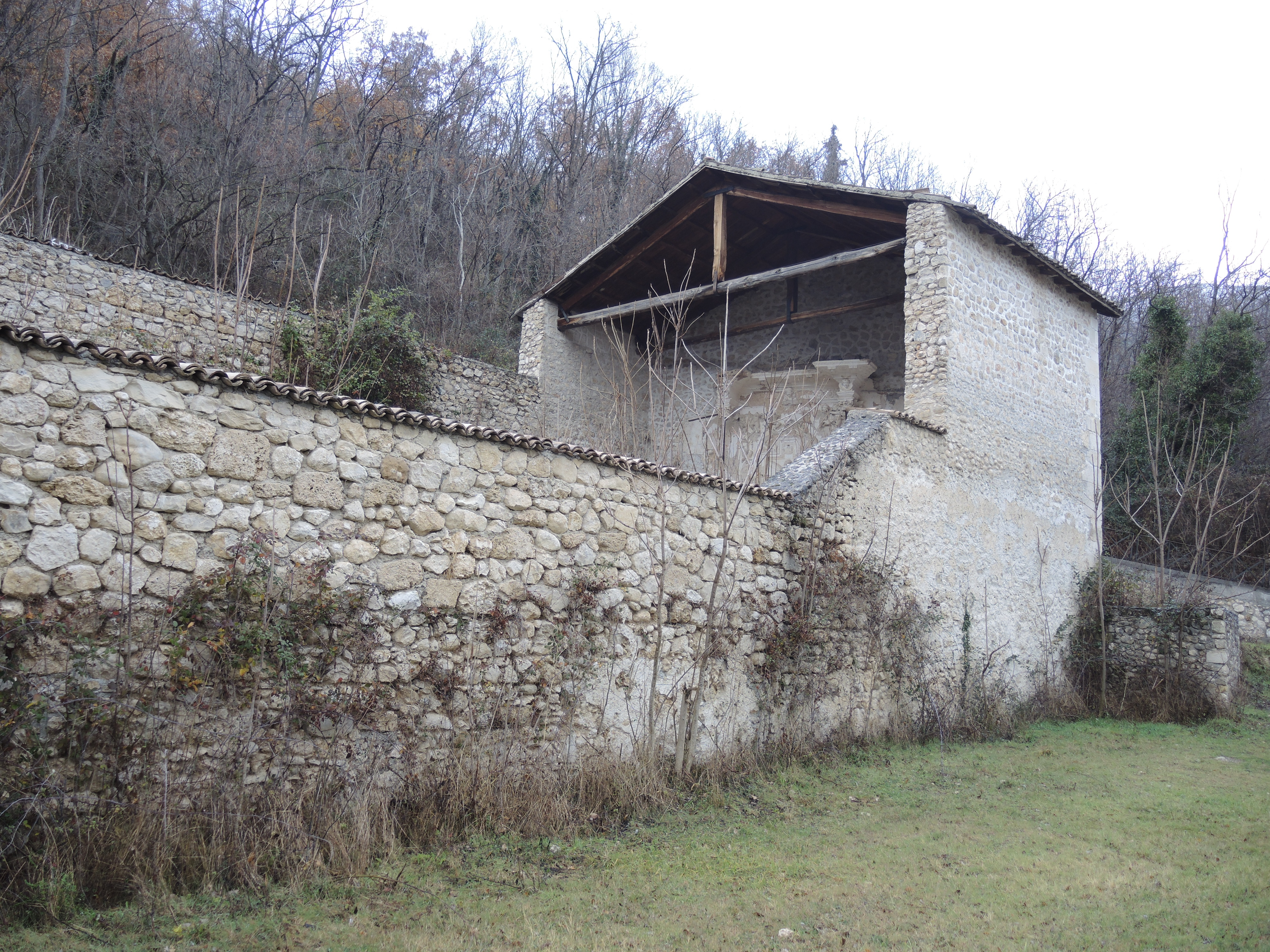
Interno

Fu costruita presso il feudo Flaturno, presso l'attuale cimitero. 
Agli inizi del IX secolo fu possesso dei monaci benedettini originari del Volturno, da cui il nome di una vicina chiesa: Chiesa di San Vincenzo de Flaturno, oggi scomparsa, che trae il nome dall'abbazia di San Vincenzo al Volturno, il Monastero reggente del circondario.
Allora venne chiamata "Santa Maria de Flaturno" e dipendeva come feudo della chiesa di Santa Maria Appinianico.
Nel XVI secolo fu donato ai frati domenicani dalla famiglia che tenne in feudo Anversa degli Abruzzi in quel periodo, vale a dire i Belprato.
Nel 1652 il papa Innocenzo X soppresse il convento che passo in gestione direttamente alla famiglia feudale di Anversa degli Abruzzi.
La chiesa perse così d'importanza e venne gradualmente abbandonata, fino a che oggi se ne possono ammirare solamente i ruderi.
Negli anni a seguire il 1652 il monastero fu adibito dapprima come fienile, indi come lazzaretto nelle epidemie susseguitesi ad Anversa degli Abruzzi, in seguito, dopo la seconda guerra mondiale fu abbandonato anch'esso, dopo che nella guerra stessa fu usato verosimilmente come rifugio-bunker.

## Architettura
La chiesa, restaurata, è conservata in due corpi: una piccola casetta di pietra a capanna, rimsuiglio del piccolo complesso monastico, e la pianta rettangolare della chiesa, la cui facciata e l'inizio delle due murature perimetrali sono perfettamente conservate. La facciata a capanna ha un semplice portale romanico con lunetta. L'interno possiede due colonne presso l'entrata che coronano il portale. I capitelli sono di ordine corinzio.